# (4814) Casacci
(4814) Casacci est un astéroïde de la ceinture principale.

## Description
(4814) Casacci est un astéroïde de la ceinture principale. Il fut découvert le 1er septembre 1978 à Naoutchnyï par Nikolaï Tchernykh. Il présente une orbite caractérisée par un demi-grand axe de 3,23 UA, une excentricité de 0,19 et une inclinaison de 1,4° par rapport à l'écliptique.
Il est nommé en l'honneur de l'astronome italien Claudio Casacci.

## Compléments